# Steven Kruijswijk
Steven Kruijswijk (7 de junho de 1987, Nuenen, Brabante Setentrional) é um ciclista profissional neerlandés,  membro da equipa Lotto NL-Jumbo, desde o ano 2010. Reconhecido escalador, tem obtido seus melhores resultados como profissional no Giro de Itália, onde acumula vários top-10 na classificação geral, e tem sido líder provisório tanto da classificação geral, como da classificação da montanha.

## Biografia

### Primeiros anos
A partir de 2007, uniu-se à equipa Rabobank Continental e em 2010 transladou-se à Rabobank ProTeam.
Em maio de 2010 inesperadamente foi integrante do nove da equipa para o Giro de Itália 2010 depois de uma doença de Óscar Freire, ao qual substituiu. Durante a oitava etapa meteu-se numa escapada e finalmente terminou a pouco mais de dois minutos do ganhador. Na etapa 15 que terminou na cume do Monte Zoncolan, Kruijswijk conseguiu surpreender ao entrar no decimo.séptimo lugar, cinco minutos e meio por trás do ganhador Ivan Basso. Na etapa decimo.séptima terminou terceiro por trás do vencedor Damien Monier e Danilo Fundo. Steven Kruijswijk finalmente terminou, em sua estreia numa Grande Volta, no lugar 18 na classificação geral.
Em seu segundo Giro de Itália, melhorou seu posto na general terminando no nono lugar da classificação geral (oitavo depois da desclassificação de Alberto Contador), sendo o único rival de Roman Kreuziger pelo maillot branco dos jovens e pôde acabar 2.º em dita classificação.
Menos de um mês após o Giro, Kruijswijk confirmou seu bom estado de forma na sexta etapa da Volta a Suíça para tomar a vitória na etapa de montanha com chegada na cume de Triesenberg. Após uma fuga com Damiano Cunego, a dois quilómetros da meta, deixou descolado ao italiano, para ganhar a sua primeira vitória como profissional. Finalmente terminou terceiro na classificação final da Volta a Suíça. Em 2011 estreiou na Volta a Espanha. Nesta rodada, em parte por problemas de costas, não conseguiu acabar num bom posto na geral.
Em 2012 Kruijswijk fez sua estreia no Tour de França. Finalizou 33.º na geral e terceiro melhor ciclista jovem. O 2013 (já com o nome de Belkin na equipa) foi um ano mau para ele, já que só correu o Giro de Itália, onde acabou num decepcionante 26.º posto final.
Realizou um bom Tour de França em 2014, acabando 15.º no geral final, graças a um bom labor de equipa, que também colocou a Laurens Ten Dam (9.º) e Bauke Mollema (10.º) no Top 15.

### 2015: confirmação nas Grandes Voltas
No Giro de Itália 2015, foi nomeado como líder de sua equipa, o Team LottoNL-Jumbo (antigo Rabobank e Belkin). Perdeu tempo na primeira semana, o que levou a ficasse atrasado na classificação geral. No entanto, na segunda semana, mostrou ter uma boa forma metendo nas fugas várias vezes. Após a segunda semana, graças a uma grande contrarreloj, colocou-se décimo-quarto na classificação. Na terceira semana mostrou-se pletórico. Na décima-sexta etapa arranjou-lhas para chegar primeiro ao temido Mortirolo, num grupo de elite que incluía ao vencedor final, Alberto Contador. Como resultado, subiu ao pódio para receber o maillot azul da montanha, que perderia a mãos de Giovanni Visconti (vencedor final de dita classificação) na décima-nona etapa. Kruijswijk finalmente terminou no sétimo lugar na classificação geral e 3.º na montanha, na que foi sua melhor corrida como profissional.

### 2016: maglia rosa no Giro
Em 2016 participa de novo no Giro de Itália, como chefe de fileira da sua equipa Lotto NL-Jumbo. Após um começo tranquilo coloca-se nas primeiras posições da geral desde o início da corrida. No entanto, não é até a etapa 14 com final em Corvara in Badia onde demonstra seu grande estado de forma graças a um ataque que, junto com Esteban Chaves, deixa atrás ao resto de seus rivais importantes na corrida. Ao dia seguinte, reafirma-se como o mais forte da corrida com uma grandísima crono escalada na que volta a ficar segundo por centésimas por trás de Aleksandr Folíforov. Na etapa imediatamente posterior volta a aumentar de novo sua vantagem com respeito ao resto de favoritos ao voltar a entrar segundo em meta por trás de Alejandro Valverde. Para estas alturas Steven Kruijswijk é o favorito indiscutível da corrida, ao ser o único corredor que não tem demonstrado até o momento nenhuma debilidade, sacando na geral mais de três minutos a todos seus rivais. A partir de então, torce-se-lhe totalmente a carreira ao ciclista holandês. Contra todo prognóstico, perde a liderança da corrida na etapa de Pinerolo-Risoul, depois de ser vítima de uma queda durante o início da descida do Col Agnelo: sofre um duro impacto contra a neve e após um salto mortal para adiante, cai ao solo, sofrendo uma fractura de costela. Felizmente, levanta-se e segue adiante, mas termina a corrida com um atraso pelo vencedor do dia, Vincenzo Nibali de 4'52 ", perdendo o maillot rosa em favor de seu oponente directo Esteban Chaves. A última etapa de montanha com chegada em Sant'Anna dei Vinadio arranja-as para permanecer no grupo de cabeça durante grande parte da etapa até que não pode mais por culpa das dores que sofria pela queda da etapa anterior, o qual lhe leva a perder o posto mais baixo do pódio em favor de Alejandro Valverde. Depois disso, termina o Giro num meritório quarto posto na geral, que lhe sabe a pouco por ter demonstrado ser o mais forte da corrida.
Decide participar na Volta a Espanha, na que de novo partia como favorito, mas lamentavelmente se caiu na quinta etapa, devido a um bolardo não sinalizado, se vendo obrigado ao abandono depois de sofrer uma fractura de clavícula.

## Palmarés
2009
- Campeonato dos Países Baixos de estrada sub-23

2011
- 1 etapa da Volta a Suíça

2014
- Arctic Race de Noruega

## Resultados em Grandes Voltas e Campeonatos do Mundo
Durante a sua carreira desportiva tem conseguido os seguintes postos nas Grandes Voltas e nos Campeonatos do Mundo em estrada:
| Corrida            | 2006 | 2007 | 2008 | 2009 | 2010 | 2011 | 2012 | 2013 | 2014 | 2015 | 2016 | 2017 | 2018 |
| ------------------ | ---- | ---- | ---- | ---- | ---- | ---- | ---- | ---- | ---- | ---- | ---- | ---- | ---- |
| Giro de Itália     | -    | -    | -    | -    | 18º  | 8º   | -    | 26º  | Ab.  | 7º   | 4º   | Ab.  | -    |
| Tour de France     | -    | -    | -    | -    | -    | -    | 33º  | -    | 15º  | 21º  | -    | -    | -    |
| Volta a Espanha    | -    | -    | -    | -    | -    | 41º  | -    | -    | -    | -    | Ab.  | 9º   | -    |
| Mundial em Estrada | -    | -    | -    | -    | 91º  | 89º  | -    | -    | Ab.  | -    | -    | -    | -    |

-: não participa

## Equipas
- Van Vliet-EBH-Advocaten (2006)
- Rabobank Continental Team (2007-2009)
- Rabobank/Blanco/Belkin/Lotto NL (2010-)
  - Rabobank (2010)
  - Rabobank Cycling Team (2011-2012)
  - Blanco Pro Cycling (2013)[7]
  - Belkin-Pró Cycling Team (2013-2014)
  - Team Lotto NL-Jumbo (2015-)